# Čisato Moritaka
Čisato Moritaka (japonsky 森高千里, Moritaka Čisato; * 11. dubna 1969 Ósaka) je japonská popová zpěvačka a autorka písní. Její pěvecká kariéra  začala v květnu 1987 vydáním debutového alba New Season. Od mnoha jiných idolových zpěvaček v Japonsku se lišila tím, že si pro většinu svých alb psala vlastní texty. Více než 60 jejích písní složil Hideo Saitó. Moritaka hrála na mnoha skladbách také na bicí, klavír, kytaru, zobcovou flétnu, klarinet a další nástroje. Její hudební styl ovlivnili Pink Lady, Janet Jackson, Roger Taylor a The Beatles. Od roku 1987 do roku 1999 prodala více než 6,4 milionu singlů a 5,2 milionu alb. Její reklamní znělky byly do poloviny 90. let  hity v televizních reklamách na zboží a služby, jako je spotřební elektronika, čokoláda, pivo, gin a cestovní balíčky. Mnohokrát také vystoupila v japonských herních a talentových show. Za dvanáct let od svého debutu vydala 13 studiových alb a vytvořila si silný fanklub.
Je spojena se společností Up-Front Create, dceřinou společností skupiny Up-Front Group.

## Životopis
Čisato Moritaka se narodila v Ibaraki v japonské Ósace a vyrůstala v Kumamotu na ostrově Kjúšú. Její otec, Šigekazu Moritaka (森高 茂一, Moritaka Šigekazu), byl členem rockabilly skupiny Orange Hill (オレンジ・ヒル, Orendži Hiru). Její matka, Čizuko Moritaka (森高 千鶴子, Moritaka Čizuko), je bývalá herečka. Během studií na dívčí škole v Kjúšú (九州女学院, Kjúšú Džógakuin) (nyní Kyūshū Lutheran College) hrála Moritaka na bicí v kapele, která se věnovala především coververzím písní japonské rockové skupiny Rebecca.

### Kariéra
Moritaka prorazila do světa showbyznysu, když v roce 1986 vyhrála hlavní cenu v první soutěži Pocari Sweat Image Girl Contest. Objevila se v sérii reklam Pocari Sweat se Šigesato Itoiem, který byl jedním z porotců soutěže. Během své nové kariéry Moritaka přestoupila na střední školu Horikoši v Tokiu.
V roce 1987 si Moritaka zahrála ve filmu společnosti Toho Aicu ni Koišite, který měl premiéru 30. května. Dne 25. května také debutovala v hudební oblasti svým prvním singlem „New Season”. Po svém prvním koncertu v Shibuya Live Inn 7. září 1987 se Moritaka zaměřila na svou hudební kariéru. V roce 1988 napsala text své první písně „The Mi-ha”, kterou složil Hideo Saitó. Během zkoušky uprostřed svého prvního turné Moritaku postihly bolesti břicha a byla na týden hospitalizována. Zážitek z nemocnice ji inspiroval k napsání textu písně „The Stress”.
Dne 25. května 1989 vydala skladbu „17-sai”, coververzi písně Saori Minami z roku 1971. Singl se umístil na 8. místě v singlovém žebříčku Oriconu a stal se jejím prvním hitem v Top 10. Chytlavá eurobeatová úprava písně v kombinaci s taneční choreografií a barevnými kostýmy s křiklavými minisukněmi, v nichž vynikly její štíhlé nohy, definovaly její hudební styl a image v první polovině její kariéry a udělaly z ní hit mezi mužskými fanoušky. Její páté album Kokon Tozai z roku 1990 se stalo jejím prvním a jediným albem, které se dostalo na první místo v žebříčku alb Oriconu. 11. singl „Ame” se umístil na druhém místě v žebříčku singlů Oriconu a stal se jejím prvním singlem, který získal zlatý certifikát RIAJ (Recording Industry Association of Japan).
Dne 25. června 1992 vydala Moritaka singl „Wataši ga Obasan ni Natte mo” (v překladu: I když jsem stará dáma). Text písně, kterou složil Saitó, napsala Moritaka ve svých 20 letech poté, co jí mužští zaměstnanci jejího managementu řekli, že ženy dosahují vrcholu své slávy v 19 letech. Píseň se dostala v hudebním žebříčku na 15. místo, ale stala se populárním hitem mezi ženami, zejména poté, co ji herečka Hikari Išida prohlásila za „Píseň, která dodala všem ženám odvahu!” během 43. ročníku Kóhaku Uta Gassen na NHK. Na jejím turné Rock Alive vystupovaly jako členky její kapely hudebnice. Počínaje albem Pepperland začala Moritaka na většinu svých písní nahrávat bicí, kytaru, baskytaru, klavír a další nástroje. Kromě toho začala na svých koncertech častěji hrát na hudební nástroje. To také znamenalo změnu jejího image, kdy se začala oblékat moderněji.
V roce 1993 Moritaka získala svůj první hit číslo 1 se singlem „Kaze ni Fukarete”. V roce 1994 však byla nucena zrušit své národní turné poté, co utrpěla dysfunkci temporomandibulárního kloubu, a dva roky nemohla koncertovat. Během zotavování hrála na bicí v kapele Šigeru Izumijy na benefičním koncertě v Nippon Budókan na pomoc obětem zemětřesení v Kóbe. V kapele byl také herec a baskytarista Jósuke Eguči, za kterého se Moritaka o čtyři roky později provdala. V dubnu 1996 Moritaka obnovila své turné Do the Best, které začalo v Jokohamské aréně. Na desátém jubilejním albu Peachberry nahrávala své skladby ve slavných studiích Abbey Road a jako fanoušek Beatles podnikla cestu do Liverpoolu. Na albu Kotoshi no Natsu wa More Better z roku 1998 Moritaka spolupracovala s veteránem a producentem Haruomim Hosonem. V době vydání jejího třináctého a posledního studiového alba Sava Sava v roce 1998 však došlo k poklesu prodeje a její singly se již nedostaly do první desítky. 

### Odchod na odpočinek a návrat
Moritaka odešla na odpočinek na konci roku 1999 po své svatbě, aby se mohla věnovat výchově dětí. Během svého hudebního „důchodu” natočila několik reklamních vystoupení s Egučim pro House Foods Java Curry. Po osmileté přestávce ve veřejném životě nahrála na začátku roku 2007 píseň pro reklamu na Nissan Lafesta. V roce 2008 hostovala na koncertu k 20. výročí založení skupiny Sharam Q v Nippon Budókan, kde zahrála písně „Watarasebaši” a „Kibun Sókai”. O rok později, Moritaka poprvé po více než deseti letech, vystoupila v televizi v pořadu Bokura no Ongaku. V letech 2010–2018 působila jako moderátorka cestovatelského pořadu Čikjú Zekkei Kikó (地球絶景紀行, v překladu: Cesta za nádhernými výhledy na Zemi) televize Tokyo Broadcasting System. Dne 9. dubna 2011 se Moritaka připojila k ostatním členům sestavy Up-Front Group na charitativní akci Ganbaró Nippon Ai wa Kacu (がんばろうニッポン 愛は勝つ) v parku Jamašita na podporu obětí zemětřesení a tsunami v Tóhoku.
Dne 25. května 2012 oslavila své 25. výročí obnovením svých oficiálních webových stránek a založením nových účtů na YouTube, Facebooku a Google+. V rámci oslav výročí si dala za úkol vytvořit na svém kanálu na YouTube 200 coververzí svých písní, což se jí podařilo v roce 2017 s písní „Ošare Fú”. Moritaka a Warner Music Japan také 8. srpna vydaly třídiskové kompilační album The Singles; dosáhlo 5. místa v žebříčku Oricon's Albums Chart, což z něj udělalo její první album v první pětce od vydání Peachberry. V roce 2013 Moritaka a DJ tofubeats spolupracovali na singlu „Don't Stop the Music”. Na oslavu třetích narozenin maskota Kumamona nahrála také píseň „Kumamonmon”.
V roce 2018 byly Moritaka a taneční choreografka Mikiko uvedeny do čtvrtého ročníku ocenění Women of Excellence Awards. Dne 27. a 28. května uspořádala Moritaka dvoudenní koncert v Hitomi Memorial Hall, kde předvedla celou skladbu „The Singles”. Koncert vyšel 22. května 2019 na Blu-ray pod názvem 30th Anniversary Final Project „The Singles” Day 1・Day 2 Live 2018 Complete Version. V roce 2019 Moritaka uspořádala Kono Machi Tour 2019 (この街ツアー2019), své první národní koncertní turné po 21 letech. Turné bylo dobře přijato, což ji přimělo k ohlášení druhého národního turné na příští rok.
V roce 2020 se Moritaka stala ambasadorkou kosmetické značky DHC Queen of Serum. Dne 21. března zazpívala píseň „La La Sunshine” v hudebním speciálu televize Fuji TV Kinkjú Namahósó! FNS Ongaku Tokubecu Bangumi Haru wa Kanarazu Kuru (緊急生放送！！FNS音楽特別番組 春は必ず来る, Nouzový přímý přenos! ! FNS Music Special Program Spring Always Comes), který byl vysílán pro povzbuzení veřejnosti během pandemie covidu-19. Dne 4. května se Moritaka jako jedna ze 121 členů skupiny Up-Front, zúčastnila teleworkingu na YouTube na podporu pracovníků v první linii během pandemie. Dne 25. července uspořádala online koncert, na kterém zahrála svých 10 nejoblíbenějších písní podle hlasování fanoušků. Kromě toho společnost Warner Music Japan oznámila, že 26. srpna vydá Blu-ray a DVD Kono Machi Tour 2019 Moritaka. Video zachycuje její koncert v zámeckém sále v Kumamotu 20. prosince 2019, který byl jejím prvním vystoupením v rodném městě po více než 26 letech.
Dne 15. října vystoupila na speciálním koncertě v Zepp Diver City v Tokiu. Na koncertě zaznělo živě jejích 20 písní vybraných hudebním kritikem Nobuakim Onuki a její coververze písní „Banana Chips” od Shonen Knife a „Sharp “od Negoto. Dne 8. prosince odehrála Moritaka svůj třetí a poslední online koncert roku 2020 v tokijském Zepp Haneda s názvem „Čisato Moritaka Live 2020 Final: Moje oblíbené písně, které si Čisato Moritaka nevybrala na prvních dvou živě vysílaných koncertech” (今度は森高千里が選ぶ1回目2回目のライブ配信では歌わなかったマイフェイバリット・マイソングス～森高千里ライブ2020 FINAL). Na koncertě zazněl osobní výběr 16 písní Moritaky a její coververze písně „More More More” od skupiny Capsule.
V květnu 2021 Moritaka oznámila vydání třídiskového živého videa Chisato Moritaka Live 2020, které shrnuje její tři online koncerty z předchozího roku.
Dne 11. března 2022 se Moritaka zúčastnila koncertu k poctě Šuičiho „Ponta” Murakamiho „One Last Live”, na kterém vystoupila s písněmi „Zaru de Mizu kumu Koigokoro” a „La La Sunshine”. Připojila se také k Mie při vystoupení s hitem Pink Lady „UFO”. V listopadu se Moritaka stala ambasadorkou značky Lactdew kosmetické řady produktů Yakult Honsha.
V červenci 2023 oznámily Moritaka a Warner Music Japan vydání živého videoklipu Kono Machi Tour 2020-22 na 18. října.
Moritakataké moderuje pořad All Night Nippon Music 10 společnosti Nippon Broadcasting System a do jeho posledního dílu 17. září 2023 moderovala také pořad Fuji TV Love Music.

## Soukromí
Moritaka se 3. června 1999 provdala za herce Jósukeho Egučiho poté, co zjistila, že čeká jejich první dítě. V únoru 2000 se jí narodila dcera a v květnu 2002 syn.
Její otec provozuje v Aso v Kumamotu kavárnu s názvem „Orange Hill”, pojmenovanou podle jeho bývalé kapely.
V rozhovoru pro časopis AndGirl Moritaka prozradila, že jejím tajemstvím, jak si udržet mladistvý vzhled a pevné nohy, je pravidelné hydratování pleti a cvičení, včetně hodinového plavání. V rozhovoru pro časopis Vogue Japan uvedla, že se věnuje také hot józe.

## Odkaz
- V roce 1993 vydal kytarový designér Bill Lawrence elektrickou kytaru MB-68 Chisato Moritaka Signature Model, kterou  v témže roce Moritaka používala během svého turné Lucky 7.[46][47]

- V roce 2007 byla ve městě Ašikaga v Točigi vztyčena stéla na počest její písně „Watarasebaši”. Na stéle je umístěn reproduktor, který přehrává část písně.[48][49]
- Zpěvák a skladatel Takuro Jošida pochválil její styl psaní písní a poznamenal, že „zničila pohled na svět textů, který jsme si my hudebníci budovali po desetiletí až dosud”. Její bubenické schopnosti zapůsobily také na veterána jazzových bubnů Šuniči Murakamiho.[50]
- Dne 29. března 2019 uspořádala hudební stanice Music Station slavnostní předávání cen „Heisei 30 Nenkan Music Station No.1 Award” u příležitosti ukončení éry Heisei. Moritaka byla oceněna ve dvou kategoriích: Nejlepší kostým (2. místo: „Nozokanaide”) a nejvíce vystoupení (10. místo: 102).[51]

## Diskografie
- New Season (1987)
- Mi-ha (1988)
- Mite (1988)
- Hijitsuryokuha Sengen (1989)
- Kokon Tozai (1990)
- Rock Alive (1992)
- Pepperland (1992)
- Lucky 7 (1993)
- Step by Step (1994)
- Taiyo (1996)
- Peachberry (1997)
- Kotoshi no Natsu wa More Better (1998)
- Sava Sava (1998)